# Rue Lemot (Lyon)
Pour les articles homonymes, voir Rue Lemot.
La rue Lemot est une rue du quartier des pentes de la Croix-Rousse dans le 1er arrondissement de Lyon, en France.

## Situation et accès
Cette rue débute rue Pouteau et aboutit place Colbert. La circulation se fait dans le sens de la numérotation et à double-sens cyclable avec un stationnement des deux côtés. Un stationnement pour les deux-roues se trouve au bout de la rue.

## Origine du nom
François-Frédéric Lemot (1771-1827) est un sculpteur lyonnais, auteur de la statue équestre de Louis XIV de la place Bellecour.

## Histoire
La rue est ouverte dans le Clos Casatiquelques années après la mort de Lemot; c'est une délibération du conseil municipal du 18 juin 1829 qui lui attribue son nom.